# Woman in Gold

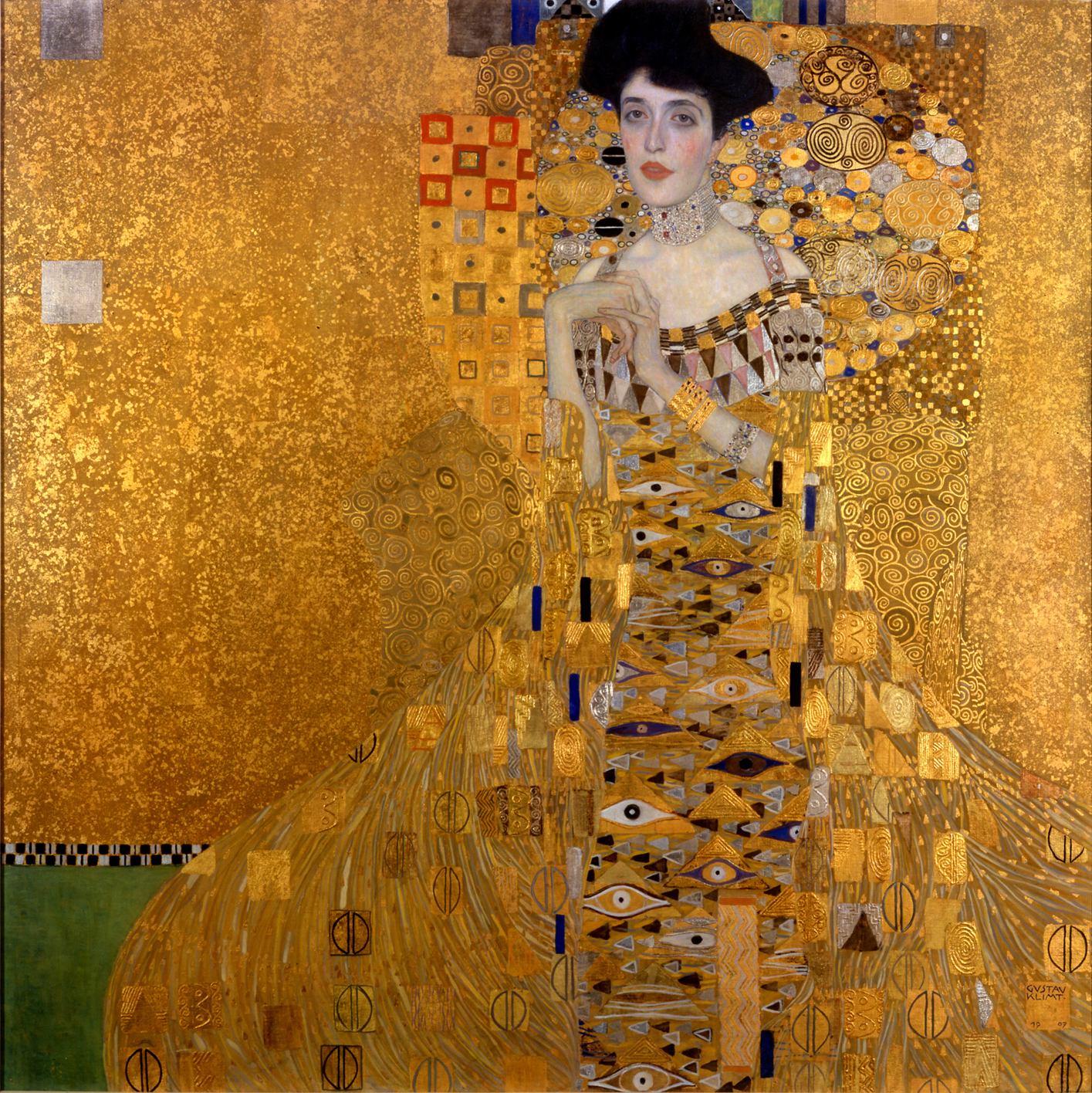
Het schilderij 'Portret van Adèle Bloch-Bauer I' van de schilder Gustav Klimt.

Woman in Gold is een Brits-Amerikaanse dramafilm uit 2015, geregisseerd door Simon Curtis. De film is gebaseerd op het waargebeurd verhaal van Maria Altmann. De film ging op 9 februari 2015 in wereldpremière op het Internationaal filmfestival van Berlijn.

## Verhaal
Maria Altmann is een Oostenrijks-Joodse vluchteling die in Oostenrijk net voor de Tweede Wereldoorlog het land uit moet vluchten naar de Verenigde Staten voor het nazi-regime in haar land. Tijdens deze gebeurtenis werden vijf schilderijen uit haar ouderlijk huis gestolen die in bezit waren van haar familie, onder andere het portret van haar tante, Adèle Bloch-Bauer. Aan dit schilderij is de titel van de film ontleend, Woman in Gold. Later zijn de kunstwerken in handen gekomen van de Oostenrijkse overheid en waren de werken onder andere te zien in museum Österreichische Galerie Belvedere in Wenen.
Altmann begon een rechtszaak om de kunstwerken weer in familiebezit te krijgen. Hierbij werd ze bijgestaan door de jonge advocaat Randol Schoenberg, kleinzoon van de eveneens Oostenrijkse Jood Arnold Schönberg. Dit slepende proces duurde bijna een decennium. Tussendoor zijn flashbacks te zien die Altmann terug doen denken aan haar tijd in Wenen.
Een van de vijf kunstwerken was het schilderij 'Portret van Adèle Bloch-Bauer I' van de Weense schilder Gustav Klimt. Het schilderij werd later in 2006 voor 135 miljoen Amerikaanse dollar geveild, en is gekocht door Ronald Lauder voor het museum Neue Galerie in New York. Hiermee staat het schilderij ook in de top 10 van de lijst van duurst verkochte schilderijen aller tijden. Het ging Altmann overigens niet om de marktwaarde van het portret van haar geliefde tante Adèle toen ze een rechtszaak begon. De opzet was hiermee alleen maar om gerechtigheid en de herinneringen aan haar tante.

## Rolverdeling
| Acteur             | Personage                 | Opmerkingen       |
| ------------------ | ------------------------- | ----------------- |
| Helen Mirren       | Maria Altmann             |                   |
| Ryan Reynolds      | Randol (Randy) Schoenberg |                   |
| Daniel Brühl       | Hubertus Czernin          |                   |
| Katie Holmes       | Pam Schoenberg            |                   |
| Tatiana Maslany    | jonge Maria Altmann       |                   |
| Max Irons          | Fredrick "Fritz" Altmann  |                   |
| Charles Dance      | Sherman                   |                   |
| Elizabeth McGovern | Florence-Marie Cooper     | rechter           |
| Jonathan Pryce     | William Rehnquist         | opperrechter      |
| Moritz Bleibtreu   | Gustav Klimt              |                   |
| Antje Traue        | Adèle Bloch-Bauer         | tante van Maria   |
| Frances Fisher     | Mevr. Schoenberg          | moeder van Randol |
| Tom Schilling      | Heinrich                  |                   |